# Mönchbruch und Wälder bei Mörfelden-Walldorf und Groß-Gerau
Mönchbruch und Wälder bei Mörfelden-Walldorf und Groß-Gerau este o arie protejată (arie de protecție specială avifaunistică — SPA) din Germania întinsă pe o suprafață de 4.105,64 ha, integral pe uscat.

## Localizare
Centrul sitului Mönchbruch und Wälder bei Mörfelden-Walldorf und Groß-Gerau este situat la coordonatele 49°58′33″N 8°30′59″E / 49.9758°N 8.5164°E.

## Înființare
Situl Mönchbruch und Wälder bei Mörfelden-Walldorf und Groß-Gerau a fost declarat arie de protecție specială avifaunistică în iunie 2000 pentru a proteja 34 de specii de animale.

## Biodiversitate
Situată în ecoregiunea continentală, aria protejată nu include niciun habitat protejat.
La baza desemnării sitului se află mai multe specii protejate de  păsări (34): lăcar mare (Acrocephalus arundinaceus), pescăruș albastru (Alcedo atthis), rață cârâitoare (Anas querquedula), fâsă-de-câmp (Anthus campestris), fâsă de luncă (Anthus pratensis), fâsă de pădure (Anthus trivialis), caprimulg (Caprimulgus europaeus), erete de stuf (Circus aeruginosus), porumbel de scorbură (Columba oenas), prepeliță (Coturnix coturnix), cristeiul de câmp (Crex crex), ciocănitoarea de stejar (Dendrocopos medius), ciocănitoare pestriță mică (Dendrocopos minor), ciocănitoare neagră (Dryocopus martius), șoimul rândunelelor (Falco subbuteo), becațină comună (Gallinago gallinago), Hippolais polyglotta, Ixobrychus minutus minutus, capîntortură (Jynx torquilla), sfrâncioc roșiatic (Lanius collurio), Luscinia svecica cyanecula, gaia neagră (Milvus migrans), gaia roșie (Milvus milvus), pietrar sur (Oenanthe oenanthe), grangur (Oriolus oriolus), viespar (Pernis apivorus), codroșul de pădure (Phoenicurus phoenicurus), ciocănitoare verzuie (Picus canus), cresteț pestriț (Porzana porzana), Rallus aquaticus aquaticus, mărăcinar negru (Saxicola torquatus), Tachybaptus ruficollis ruficollis, pupăză (Upupa epops), nagâț (Vanellus vanellus).